# Lomandra multiflora
Lomandra multiflora är en sparrisväxtart som först beskrevs av Robert Brown, och fick sitt nu gällande namn av James Britten. Lomandra multiflora ingår i släktet Lomandra och familjen sparrisväxter.

## Underarter
Arten delas in i följande underarter:
- L. m. dura
- L. m. multiflora